# Afleiding van de Zenne
De Afleiding van de Zenne is een waterloop van ruim 3 km lengte, die gegraven is tussen Eppegem, waar hij van de Zenne aftakt, en Zemst, waar hij weer in de Zenne uitmondt.
Op deze wijze snijdt hij een niet-gekanaliseerd deel van de Zenne af wat van belang is bij een grote waterafvoer. De Afleiding werd dan ook gegraven om het overstromingsgevaar te beteugelen.